# Floirac (ancienne commune)
Pour les articles homonymes, voir Floirac.
Floirac est une ancienne commune du Sud-Ouest de la France, située dans le département de la Charente-Maritime (région Nouvelle-Aquitaine).
Ses habitants sont appelés les Floiracais et les Floiracaises. 

## Géographie

### Localisation et accès
Floirac est une commune rurale située dans le canton de Saintonge Estuaire. La population est répartie entre le bourg, Mageloup, qui, est le plus grand village de la commune, et quelques hameaux.
La commune est une des étapes d'un sentier de grande randonnée balisé, le GR 360.

### Communes limitrophes
| Brie-sous-Mortagne     | Saint-Germain-du-Seudre            |                        |
| Mortagne-sur-Gironde   | Floirac                            | Saint-Fort-sur-Gironde |
| estuaire de la Gironde | Saint-Romain-sur-Gironde (Floirac) |                        |

### Hydrographie
- L'estuaire de la Gironde.

### Environnement
Plus de 150 espèces d'oiseaux ont été recensées à Floirac. Parmi elles on peut souligner la Locustelle luscinioïde (classée comme « en danger » en France par l'UICN) qui niche au sud de la commune, dans la roselière, ainsi que le Phragmite aquatique (classé comme vulnérable dans le monde par l'UICN) qui fait étape lors de sa migration (population mondiale estimée à 10 500 couples seulement).
La gorgebleue à miroir niche également au sud de la commune.

## Histoire
Le village se serait développé à partir d'une villa gallo-romaine, domaine de Florius ou Florus.
La commune fusionne avec Saint-Romain-sur-Gironde pour former la commune nouvelle de Floirac au 1er janvier 2018.

## Administration

### Liste des maires
| Période                                  | Période | Identité       | Étiquette      | Qualité  |
| ---------------------------------------- | ------- | -------------- | -------------- | -------- |
| 1988                                     | 2014    | James Lavergne | SE             |          |
| 2014                                     | 2017    | Michel Vallée  | Sans étiquette | Retraité |
| Les données manquantes sont à compléter. |         |                |                |          |

### Région
À la suite de la réforme administrative de 2014 ramenant le nombre de régions de France métropolitaine de 22 à 13, la commune appartient depuis le 1er janvier 2016 à la région Nouvelle-Aquitaine, dont la capitale est Bordeaux. De 1972 au 31 décembre 2015, elle a appartenu à la région Poitou-Charentes, dont le chef-lieu était Poitiers.

## Démographie

### Évolution démographique
L'évolution du nombre d'habitants est connue à travers les recensements de la population effectués dans la commune depuis 1793. Pour les communes de moins de 10 000 habitants, une enquête de recensement portant sur toute la population est réalisée tous les cinq ans, les populations de référence des années intermédiaires étant quant à elles estimées par interpolation ou extrapolation. Pour la commune, le premier recensement exhaustif entrant dans le cadre du nouveau dispositif a été réalisé en 2005.

En 2015, la commune comptait 311 habitants, en évolution de −4,6 % par rapport à 2009 (Charente-Maritime : +4,04 %, France hors Mayotte : +2,11 %).
| 1793 | 1800 | 1806 | 1821 | 1831 | 1836 | 1841 | 1846 | 1851 |
| ---- | ---- | ---- | ---- | ---- | ---- | ---- | ---- | ---- |
| 735  | 764  | 694  | 721  | 763  | 756  | 795  | 824  | 820  |

| 1856 | 1861 | 1866 | 1872 | 1876 | 1881 | 1886 | 1891 | 1896 |
| ---- | ---- | ---- | ---- | ---- | ---- | ---- | ---- | ---- |
| 816  | 775  | 784  | 694  | 657  | 660  | 700  | 630  | 637  |

| 1901 | 1906 | 1911 | 1921 | 1926 | 1931 | 1936 | 1946 | 1954 |
| ---- | ---- | ---- | ---- | ---- | ---- | ---- | ---- | ---- |
| 607  | 610  | 558  | 476  | 464  | 451  | 452  | 435  | 406  |

| 1962 | 1968 | 1975 | 1982 | 1990 | 1999 | 2005 | 2006 | 2010 |
| ---- | ---- | ---- | ---- | ---- | ---- | ---- | ---- | ---- |
| 356  | 330  | 337  | 269  | 285  | 292  | 326  | 331  | 322  |

| 2015 | - | - | - | - | - | - | - | - |
| ---- | - | - | - | - | - | - | - | - |
| 311  | - | - | - | - | - | - | - | - |

## Lieux et monuments

### L'église Saint-Étienne
L'église Saint-Étienne fut construite au début du XIIIe siècle, l'église est bordé d'un ancien cimetière qui compte quelques tombes à cénotaphes.

### Les souterrains
Des souterrains creusés dans le calcaire, au nord et au sud de la commune, ont été utilisés comme refuges pendant les périodes troublées.

### Les moulins

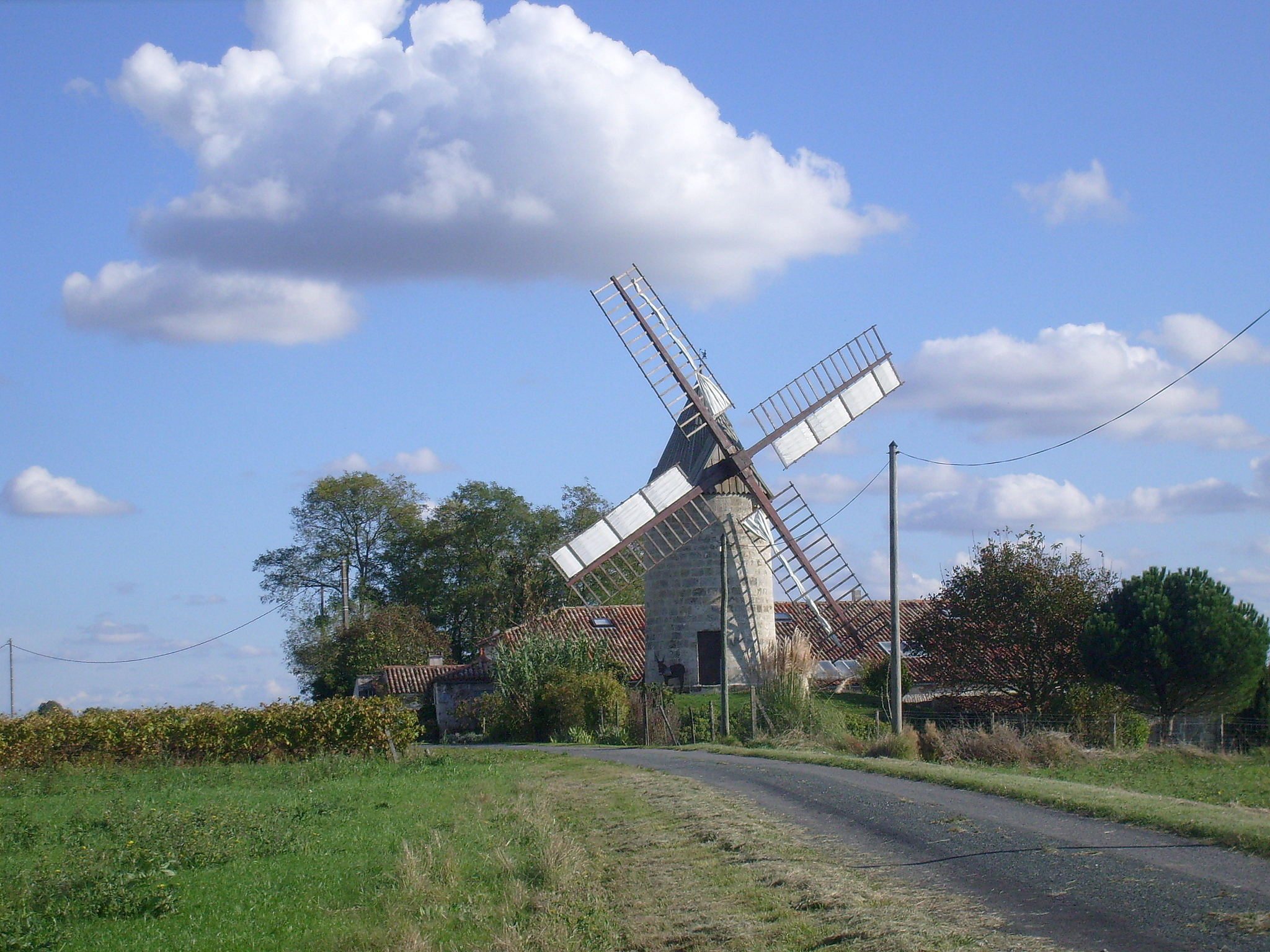
Le moulin de la champagne.

Des vestiges de moulins à vent subsistent dans la campagne, plusieurs ont été restaurés.
- Le moulin de la Champagne datant de la période révolutionnaire resté en fonctionnement jusqu'à la fin de la guerre 1939-1945 où il servit de poste d'observation pour la Résistance durant les combats de la poche de Royan.

- Le moulin de la Sablière également construit à la même époque, a fonctionné jusqu'en 1945, date à laquelle deux de ses ailes furent brisées par la tempête.

- Le moulin de Clopilet dans le hameau de Mageloup donne sur l'estuaire de la Gironde, il bénéficie d’un vaste panorama sur l’estuaire et les marais.